# 豊田芳年
豊田 芳年（とよだ よしとし、1925年8月29日 - 2017年1月8日）は、日本の実業家。豊田自動織機の社長、会長、名誉会長、中部経済連合会会長を歴任。トヨタ自動車の初代会長豊田英二の弟で、豊田自動織機の創業者豊田佐吉の甥に当たる。
愛知県名古屋市出身。慶應義塾大学経済学部卒業。1955年に豊田自動織機に入社後、輸出部長・取締役・常務取締役・専務取締役・副社長を経て、1978年2月に社長に就任。1993年6月に会長、1999年6月に名誉会長。
1996年、勲二等旭日重光章受章。
2004年からは健康上の理由で辞退した横井明豊田自動織機会長に代わり、79歳にして中部経済連合会会長に就任した。
2009年6月の株主総会で豊田自動織機名誉会長退任を発表。2017年1月8日に心不全のため死去。91歳没。叙正四位。

## 叙位・叙勲
- 1996年 勲二等旭日重光章
- 2017年 正四位